# North Charleroi (Pensilvania)
North Charleroi es un borough ubicado en el condado de Washington en el estado estadounidense de Pensilvania. En el año 2000 tenía una población de 1.409 habitantes y una densidad poblacional de 2,071 personas por km².

## Geografía
North Charleroi se encuentra ubicado en las coordenadas 40°9′3″N 79°54′34″O / 40.15083, -79.90944.

## Demografía
Según la Oficina del Censo en 2000 los ingresos medios por hogar en la localidad eran de $29,135 y los ingresos medios por familia eran $36,131. Los hombres tenían unos ingresos medios de $32,250 frente a los $22,379 para las mujeres. La renta per cápita para la localidad era de $17,834. Alrededor del 8.7% de la población estaba por debajo del umbral de pobreza.